# Xerraire d'Elliot
El xerraire d'Elliot (Trochalopteron elliotii) és un ocell de la família dels leiotríquids (Leiothrichidae).

## Hàbitat i distribució
Habita boscos i matolls a l'Himàlaia, a l’oest de la Xina des del de Kansu, est de Tsinghai, sud de Shensi i oest de Hupeh, cap al sud, a través de Szechwan fins sud-est del Tibet i nord-oest de Yunnan.